# Akodon sylvanus
Akodon sylvanus é uma espécie de roedor da família Cricetidae.
Apenas pode ser encontrada na Argentina.